# Merzig
Merzig és una ciutat i municipi del districte de Merzig-Wadern a l'estat federat alemany de Saarland. Està situada tocant el riu Saar, aproximadament a 35 km al sud de Trèveris, i a 35 km al nord-oest de Saarbrücken.
A Merzig hi ha la B-Werk Besseringen, una de les poques fortificacions encara completament conservada de la Línia Sigfrid.

## Nuclis
L'actual municipi es va crear al 1974 amb la unió de les següents poblacions
- Ballern
- Besseringen
- Bietzen
- Brotdorf
- Büdingen
- Fitten
- Harlingen
- Hilbringen
- Mechern
- Menningen
- Merchingen
- Merzig
- Mondorf
- Schwemlingen
- Silwingen
- Weiler
- Wellingen

## Persones notables
- Gustav Regler (1898-1963), escriptor
- Franz-Josef Röder (1909-1979), polític
- Therese Zenz (1932), piragüista
- Benjamin Becker (1981), tenista
- Kevin Trapp (1990), futbolista